# 大鱗刺單棘魨
大鱗刺單棘魨，又稱大鱗刺單角魨，為輻鰭魚綱魨形目鱗魨亞目單棘魨科的其中一種，為熱帶海水魚，分布於西太平洋的澳洲新南威爾斯省海域，棲息深度可達29公尺，體長可達26公分，棲息在外海礁石區水域，生活習性不明。